# Premjera w Sosnowke
Premjera w Sosnowke (russisch Премьера в Сосновке, wörtlich „Premiere in Sosnowka“) ist eine sowjetische Fernsehfilmkomödie aus dem Jahr 1986.

## Handlung
Der Absolvent der Regieabteilung des Kulturinstituts Kostja Sirotkin verpflichtet sich, im Dorf Sosnowka ein Volkstheater zu gründen und Friedrich Schillers klassisches Stück Kabale und Liebe zu inszenieren. Das Ausmaß der Aufgabe macht die potenziellen Schauspielerinnen und Schauspieler, die einfache Dorfbewohnerinnen und Dorfbewohner sind, skeptisch, doch Kostja weist die Zweifel entschieden zurück. Tagsüber arbeiten sie, erledigen ihre üblichen Aufgaben und verbringen jede freie Minute damit, den Text zu lernen. Abends kommen alle zusammen und beginnen mit den Proben, die nicht immer reibungslos verlaufen. Durch das Werk des jungen Regisseurs werden die Talente der Dorfbewohnerinnen und Dorfbewohner offenbart und die Aufführung wird ein Erfolg.

## Produktion
Der Film wurde vom Kiewer Dowschenko-Filmstudio im Auftrag des Staatlichen Komitees für Fernsehen und Rundfunk der UdSSR produziert.
Sosnowka ist eine fiktive Siedlung. Der Film wurde in einem der Dörfer der Krimregion gedreht. Einige Anwohnerinnen und Anwohner beteiligten sich an den Dreharbeiten.

## Rezeption
Die Premiere des Films fand am Abend des 1. Mai 1986 im 2. Programm des Zentralfernsehens statt. Er hatte wenige Zuschauer, weil zur selben Zeit im 1. Programm ein festliches Konzert zur Feier des Tags der Arbeit lief. Die zweite Ausstrahlung vier Jahre später lief ebenfalls schlecht, weil sie mitten in einem Arbeitstag stattfand.